# Pittore di Nesso
Pittore di Nesso (fl. 620 a.C. / 600 a.C.) è il nome convenzionale assegnato ad un ceramografo attico del primo periodo della ceramica a figure nere.
Prende il nome da una grande anfora funeraria, detta Anfora di Nesso (Atene, Museo archeologico nazionale 1002), sulla quale è raffigurata la lotta tra Eracle e il centauro Nesso. Per il periodo interessato è la prima personalità di ceramografo che giunge a noi chiaramente definita, e che sia stato la prima grande personalità della nuova ceramica attica è attestato dalla presenza di un suo vaso in Italia, il primo vaso attico trovato in un territorio che era stato fino a questo momento monopolio commerciale corinzio; il frammento che ci è giunto è ora conservato a Lipsia, ed è stato trovato a Caere, in Etruria.

## Stile

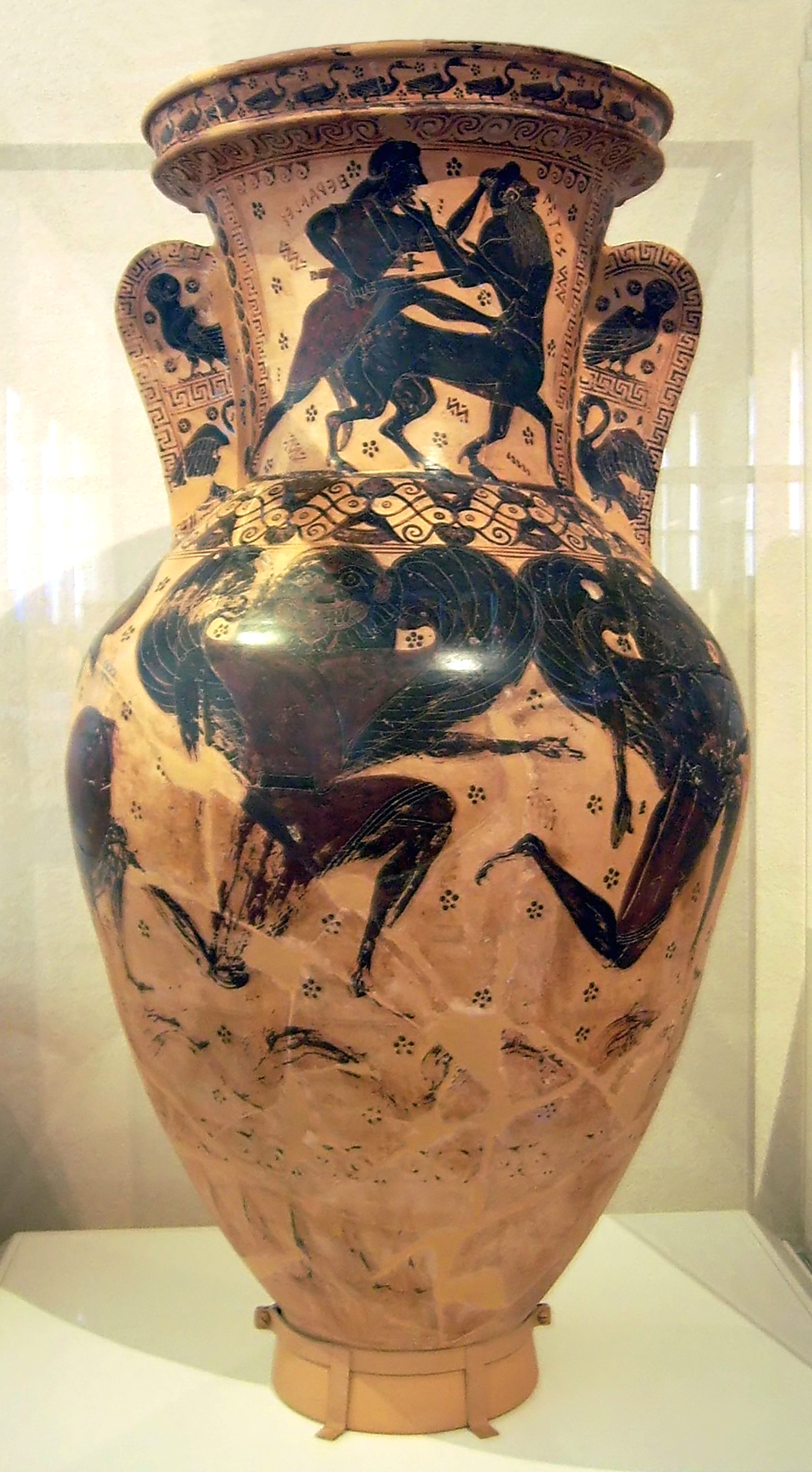
Pittore di Nesso, anfora funeraria attica a figure nere detta Anfora di Nesso, tra il 625 e il 600 a.C. Museo archeologico nazionale di Atene 1002

Nello stile del Pittore di Nesso la tendenza al movimento ereditata dalla ceramica protoattica risulta controllata e risolta attraverso elementi compositivi come lo sconfinamento delle figure dai margini dei pannelli. La precisione nelle linee è invece un elemento che deriva dall'osservazione di lavori protocorinzi; l'unione del controllo lineare e formale con la predilezione attica per il monumentale, gli aspetti narrativi e per il movimento, determina la qualità dei lavori di questo ceramografo e la nuova strada intrapresa dalla ceramica attica.
Il Pittore di Nesso dipinse grandi vasi con una particolare predilezione per figure di animali sia reali sia fantastici; rappresentò scene mitiche, alcune delle quali piuttosto complesse, con un gusto particolare per la sintesi narrativa attraverso accenni e simboli. La sua fonte d'ispirazione fu la ceramica corinzia; tra gli esempi di questa forte influenza è possibile indicare il Gorgoneion, che si trova nella ceramica protocorinzia prima della metà del VII secolo a.C. e che viene introdotto in Attica dal Pittore di Nesso nella decorazione interna di una lekanis. Nella sua bottega fu realizzato un nuovo tipo di anfora (anfora a profilo continuo del tipo B), la cui forma divenne canonica.

## L'anfora di Nesso
È il capolavoro delle prime figure nere attiche; sul corpo sono raffigurate le Gorgoni alate in fuga, nell'atteggiamento della "corsa in ginocchio" (detta anche Knielauf o piegarsi su un solo ginocchio) che diverrà tipico e convenzionale e che si forma in questi anni (lo si trova nella figura di Perseo sulle metope di Thermo); sotto vi è un fregio di delfini che simboleggiano il mare al di sopra del quale avviene l'inseguimento (come racconta Esiodo) e che nuotano nella direzione opposta rispetto a quella delle Gorgoni aumentando il senso del movimento. La figura di Perseo non viene rappresentata. La spalla dell'anfora è decorata con un motivo floreale in stile orientalizzante che deriva dai vasi protocorinzi. Sul collo sono rappresentati Eracle e Nesso, ed entrambi i personaggi sono identificati attraverso iscrizioni: Eracle ha afferrato il centauro per i capelli e sta per affondare la spada nel suo corpo; Nesso implora di essere risparmiato, allungando le braccia verso Eracle, fino a sfiorargli la barba, ulteriore convenzione iconografica che continuerà ad avere grande fortuna in seguito. Sulle maniglie non forate si trovano cigni e la civetta ateniese, sull'orlo dell'imboccatura una fila di oche. La spirale a uncino protoattica e la rosetta punteggiata corinzia convivono nell'ornamento di riempimento. Ci sono tracce di rosso e di bianco oltre ad un primo esempio di schizzo inciso, utilizzato sporadicamente nelle figure nere e regolarmente nelle figure rosse, per tracciare le linee principali della composizione.

## Opere attribuite

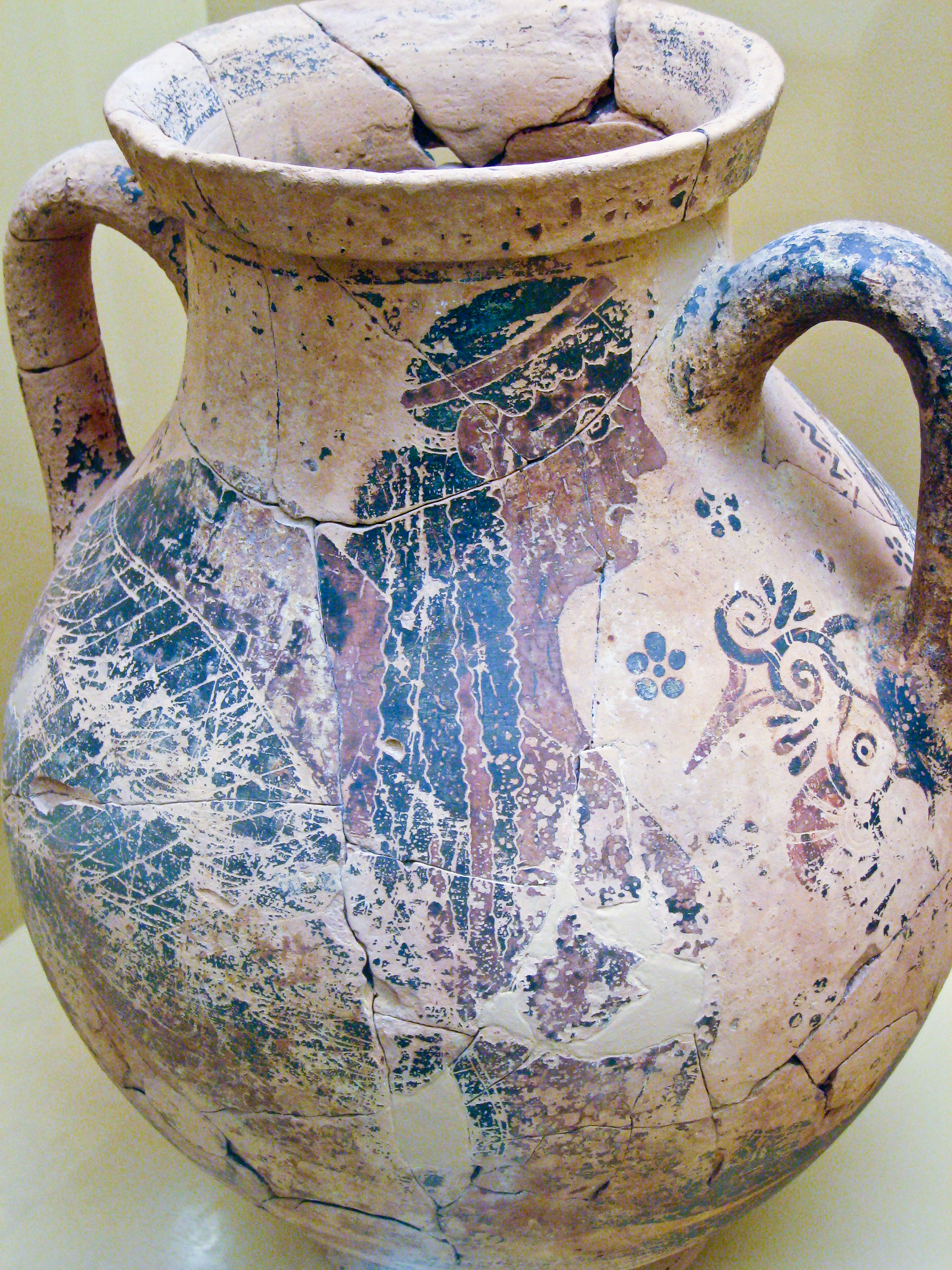
Pittore di Nesso, anfora ateniese a figure nere, tra il 620 e il 610 a.C. circa. Atene, Museo dell'Agora P 1247

L'archivio Beazley contiene circa cinquanta schede relative ad oggetti, tra vasi interi e frammenti, catalogati e attribuiti al Pittore di Nesso.
Una ciotola frammentaria, con manici verticali e un beccuccio (louterion), conservata a Berlino aveva una fascia di triangoli o raggi alla base, una seconda fascia con lo stesso motivo floreale che si trova sulla spalla dell'Anfora di Nesso e una terza fascia di animali reali e fantastici. La fascia superiore, la principale, presenta due narrazioni mitologiche. La prima, divisa su due pannelli ai lati del beccuccio, era tratta dal mito degli Argonauti: ci resta la scena sul pannello di destra con le Arpie che scappano probabilmente inseguite dai figli alati di Borea, Zetes e Kalais, nel perduto pannello di sinistra. La seconda, relativa al mito di Perseo, si svolgeva sul lato opposto, da ansa ad ansa: ci resta la figura di Perseo in fuga seguito da Atena sua protettrice.